# New London (condado de Merrimack)
New London es un lugar designado por el censo ubicado en el condado de Merrimack en el estado estadounidense de Nuevo Hampshire. En el Censo de 2010 tenía una población de 1.415 habitantes y una densidad poblacional de 538,79 personas por km².

## Geografía
New London se encuentra ubicado en las coordenadas 43°24′50″N 71°59′4″O / 43.41389, -71.98444. Según la Oficina del Censo de los Estados Unidos, New London tiene una superficie total de 2.63 km², de la cual 2.63 km² corresponden a tierra firme y (0%) 0 km² es agua.

## Demografía
Según el censo de 2010, había 1.415 personas residiendo en New London. La densidad de población era de 538,79 hab./km². De los 1.415 habitantes, New London estaba compuesto por el 93.78% blancos, el 2.83% eran afroamericanos, el 0.14% eran amerindios, el 1.63% eran asiáticos, el 0% eran isleños del Pacífico, el 0.21% eran de otras razas y el 1.41% pertenecían a dos o más razas. Del total de la población el 2.26% eran hispanos o latinos de cualquier raza.